# Abel Ayerza
Abel Ayerza, född 21 maj 1861, död 1918, var en argentinsk läkare som har givit namn åt Ayerzas sjukdom och Ayerza-Arrilagas syndrom (tillsammans med Francisco C. Arrilaga).